# Pétrole naphténique
On dit qu'un pétrole est naphténique quand celui-ci contient une grande quantité de naphta, coupe pétrolière qui contient une grande quantité d'hydrocarbures cycliques saturés ; le plus simple de ceux-ci est le cyclohexane. Un tel pétrole brut est généralement valorisé par le raffineur par passage de la coupe naphta de ce pétrole dans un reformeur catalytique. Les composés cycliques saturés abandonnent une partie de leur hydrogène pour donner naissance à des hydrocarbures aromatiques à indice d'octane élevé. Le « reformat » issu du reformage catalytique va servir de base aux mélanges de carburants.
Le pétrole est un mélange de toutes sortes d'hydrocarbures, de formule générique CxHy.